# Aerides rubescens
Aerides rubescens  (Rolfe) Schltr., 1915 è una pianta della famiglia delle Orchidacee endemica del Vietnam.

## Descrizione
A. rubescens  è un'orchidea di taglia piccola, con crescita epifita.  Lo stelo, a crescita monopodiale è eretto ed è ricoperto da molte foglie di colore verde chiaro, lineari, amplessicauli, ad apice acuto. La fioritura avviene mediante infiorescenze ascellari a racemo, non ramificate, di colore verde nelle parti prossimali, tendenti al marrone in quelle distali, lunghe pochi centimetri, densamente ricoperte di fiori. Questi sono di dimensioni veramente ridotte, con petali e sepali rosa carico, labello sacciforme rosa che sfuma al bianco, e sperone particolarmente grande in rapporto alle dimensioni del fiore.

## Distribuzione e habitat
A. rubescens  è una pianta originaria del Vietnam, dove cresce epifita sugli alberi della foresta tropicale.

## Coltivazione
Questa specie è meglio coltivata in cestini di legno, con poco materiale organico. Richiede esposizione all'ombra, temperature elevate durante tutto il corso dell'anno e frequenti irrigazioni e concimazioni, in particolare se l'acqua è povera di minerali.